# Qara Nuru
Qara Nuru är en ort i Azerbajdzjan.   Den ligger i distriktet Saatlı Rayonu, i den sydöstra delen av landet, 130 km väster om huvudstaden Baku. Antalet invånare är 5 737.
Terrängen runt Qara Nuru är mycket platt. Runt Qara Nuru är det ganska tätbefolkat, med 72 invånare per kvadratkilometer.. Närmaste större samhälle är Saatlı, 11,7 km väster om Qara Nuru.
Trakten runt Qara Nuru består till största delen av jordbruksmark.